# Ángel Manuel Cuéllar
Ángel Manuel Cuéllar Llanos (ur. 13 września 1972 w Villafranca de los Barros) – hiszpański piłkarz grający na pozycji napastnika. W swojej karierze 2 razy wystąpił w reprezentacji Hiszpanii.

## Kariera klubowa
Karierę piłkarską Cuéllar rozpoczął w klubie Real Betis. Swoją grę w tym klubie rozpoczął od występów w rezerwach. W 1990 roku awansował do kadry pierwszego zespołu. 3 listopada 1990 zadebiutował w Primera División w przegranym 0:1 wyjazdowym spotkaniu z CD Logroñés. W 1991 roku spadł z Betisem do Segunda División, a w 1994 roku klub z Sewilli powrócił do Primera División. W sezonie 1994/1995 Cuéllar strzelił 14 goli w lidze i był najskuteczniejszym graczem swojej drużyny.
W 1995 roku Cuéllar odszedł z Betisu do Barcelony. Zadebiutował w niej 2 września 1995 w wygranym 2:0 wyjazdowym meczu z Realem Valladolid. W Barcelonie przez kolejne 2 lata był rezerwowym zawodnikiem i przegrywał rywalizację o miejsce w składzie z takimi napastnikami jak: Meho Kodro, Ronaldo, Giovanni, Christo Stoiczkow czy Juan Antonio Pizzi. Rozegrał w Barcelonie 20 spotkań ligowych i strzelił 2 gole. W 1996 roku zdobył z Barceloną Superpuchar Hiszpanii, a w 1997 roku -Puchar Króla i Puchar Zdobywców Pucharów.
Latem 1997 roku Cuéllar wrócił do zespołu Betisu, gdzie jednak nie grał w podstawowym składzie, a w 2000 roku spadł z nim do drugiej ligi. W 2001 roku Betis wrócił do Primera División, a sam Cuéllar odszedł do Gimnàstiku Tarragona. Z kolei w sezonie 2002/2003 grał w Racingu de Ferrol. Zarówno z Gimnàstikiem, jak i Racingiem spadł z ligi. W latach 2003–2005 grał w Levante UD (zaliczył z nim awans z Segunda do Primera División w 2004 roku), a w latach 2005–2007 w CD Lugo. Karierę kończył w 2008 roku jako zawodnik Narón BP.
| Sezon   | Klub                | Kraj      | Rozgrywki          | Mecze | Bramki |
| ------- | ------------------- | --------- | ------------------ | ----- | ------ |
| 1989/90 | Real Betis B        | Hiszpania | Tercera División   | ?     | ?      |
| 1990/91 | Real Betis          | Hiszpania | Primera División   | 12    | 0      |
| 1990/91 | Real Betis B        | Hiszpania | Segunda División B | ?     | ?      |
| 1991/92 | Real Betis          | Hiszpania | Segunda División   | 22    | 1      |
| 1992/93 | Real Betis          | Hiszpania | Segunda División   | 31    | 7      |
| 1993/94 | Real Betis          | Hiszpania | Segunda División   | 28    | 7      |
| 1994/95 | Real Betis          | Hiszpania | Primera División   | 37    | 14     |
| 1995/96 | FC Barcelona        | Hiszpania | Primera División   | 12    | 2      |
| 1996/97 | FC Barcelona        | Hiszpania | Primera División   | 8     | 0      |
| 1997/98 | Real Betis          | Hiszpania | Primera División   | 19    | 1      |
| 1998/99 | Real Betis          | Hiszpania | Primera División   | 3     | 0      |
| 1999/00 | Real Betis          | Hiszpania | Primera División   | 13    | 0      |
| 2000/01 | Real Betis          | Hiszpania | Segunda División   | 19    | 4      |
| 2001/02 | Gimnàstic Tarragona | Hiszpania | Segunda División   | 21    | 9      |
| 2002/03 | Racing de Ferrol    | Hiszpania | Segunda División   | 33    | 12     |
| 2003/04 | Levante UD          | Hiszpania | Segunda División   | 24    | 3      |
| 2004/05 | Levante UD          | Hiszpania | Primera División   | 7     | 0      |
| 2005/06 | CD Lugo             | Hiszpania | Tercera División   | 24    | 19     |
| 2006/07 | CD Lugo             | Hiszpania | Segunda División B | 25    | 5      |
| 2007/08 | Narón BP            | Hiszpania | Tercera División   | ?     | 20     |

## Kariera reprezentacyjna
W reprezentacji Hiszpanii Cuéllar zadebiutował 30 listopada 1994 roku w wygranym 2:0 towarzyskim spotkaniu z Finlandią. W swojej karierze rozegrał tylko jeszcze jeden mecz w kadrze narodowej, 22 lutego 1995 przeciwko Niemcom (0:0). W swojej karierze grał też w reprezentacji U-16, U-18, reprezentacji Hiszpanii U-20 i U-23. Z kadrą U-16 wywalczył mistrzostwo Europy w 1988.
| Mecze i gole w reprezentacji | Mecze i gole w reprezentacji | Mecze i gole w reprezentacji    | Mecze i gole w reprezentacji | Mecze i gole w reprezentacji | Mecze i gole w reprezentacji | Mecze i gole w reprezentacji |
| #                            | Data                         | Stadion                         | Rywal                        | Wynik                        | Gol                          | Rozgrywki                    |
| 1994                         | 1994                         | 1994                            | 1994                         | 1994                         | 1994                         | 1994                         |
| ---------------------------- | ---------------------------- | ------------------------------- | ---------------------------- | ---------------------------- | ---------------------------- | ---------------------------- |
| 1.                           | 30.11.1994                   | Malaga, Hiszpania               | Finlandia                    | 2:0                          | 0                            | towarzyski                   |
| 1995                         |                              |                                 |                              |                              |                              |                              |
| 2.                           | 22.02.1995                   | Jerez de la Frontera, Hiszpania | Niemcy                       | 0:0                          | 0                            | towarzyski                   |

## Sukcesy
- Puchar Zdobywców Pucharów (1)

Barcelona: 1996/1997
- Puchar Króla (1)

Barcelona: 1997
- Superpuchar Hiszpanii (1)

Barcelona: 1996
- Mistrzostwo Europy U-16 (1)

Hiszpania U-16: 1988